# Bradysia brachystyla
Bradysia brachystyla är en tvåvingeart som beskrevs av Werner Mohrig och Boris Mamaev 1989. Bradysia brachystyla ingår i släktet Bradysia och familjen sorgmyggor. Inga underarter finns listade i Catalogue of Life.